# Terefundus anomalus
Terefundus anomalus är en snäckart som beskrevs av Dell 1956. Terefundus anomalus ingår i släktet Terefundus och familjen purpursnäckor. Inga underarter finns listade i Catalogue of Life.